# Mary Arnold
Mary Arnold (26 octobre 1916 - 29 janvier 1975) est une joueuse de tennis américaine de l'entre-deux-guerres. Elle est aussi connue sous son nom de femme mariée, Mary Arnold-Prentiss.
Elle a atteint la finale du double dames à l'US Women's National Championship en 1943 et 1946 (avec Patricia Canning Todd) et à Roland Garros en 1948 (avec Shirley Fry Irvin).  
Elle s'est aussi illustrée au tournoi de Cincinnati (cinq fois finaliste).

## Palmarès (partiel)

### Titre en simple dames
| No | Date       | Nom et lieu du tournoi               | Catégorie | Surface    | Finaliste | Score |  |
| -- | ---------- | ------------------------------------ | --------- | ---------- | --------- | ----- |  |
| 1  | 02-06-1952 | US Hard Court Championships, Seattle |           | Dur (ext.) | NC        | NC    |  |

### Finale en simple dames
| No | Date | Nom et lieu du tournoi            | Catégorie | Surface    | Vainqueure   | Score    |  |
| -- | ---- | --------------------------------- | --------- | ---------- | ------------ | -------- |  |
| 1  | 1941 | Cincinnati tournament, Cincinnati |           | Dur (ext.) | Pauline Betz | 6-4, 6-3 |  |

### Titres en double dames
| No | Date       | Nom et lieu du tournoi                         | Catégorie | Surface      | Partenaire            | Finalistes                       | Score         |          |
| -- | ---------- | ---------------------------------------------- | --------- | ------------ | --------------------- | -------------------------------- | ------------- | -------- |
| 1  | 1940       | Cincinnati tournament Cincinnati               |           | Dur (ext.)   | Alice Marble          | Mary Hardwick Nina Brown         | 7-5, 6-4      |          |
| 2  | 1944       | Cincinnati tournament Cincinnati               |           | Dur (ext.)   | Dorothy Bundy         | Pauline Betz Gloria Thompson     | 6-3, 6-2      |          |
| 3  | 1946       | Cincinnati tournament Cincinnati               |           | Dur (ext.)   | Shirley Fry           | Virginia Kovacs Barbara Scofield | 6-3, 6-4      |          |
| 4  | 03-08-1946 | Eastern Grass Court Championships South Orange |           | Gazon (ext.) | Patricia Canning Todd | Dorothy Head Phyllis Hunter      | 6-3, 5-7, 6-3 |          |
| 5  | 02-06-1952 | US Hard Court Championships Seattle            |           | Dur (ext.)   | Julia Sampson         | Anita Kanter Patsy Heard         | 7-5, 6-2      |          |
| 6  | 07-12-1961 | US National Hard Courts La Jolla               |           | Dur (ext.)   | Dorothy Knode         | Dorothy Bundy Maggie Taylor      | 6-4, 6-2      | Parcours |

### Finales en double dames
| No | Date       | Nom et lieu du tournoi                 | Catégorie | Surface      | Vainqueures                      | Partenaire            | Score         |          |
| -- | ---------- | -------------------------------------- | --------- | ------------ | -------------------------------- | --------------------- | ------------- | -------- |
| 1  | 01-09-1943 | US National Championships Forest Hills | G. Chelem | Gazon (ext.) | Louise Brough Margaret Osborne   | Patricia Canning Todd | 6-1, 6-3      | Parcours |
| 2  | 1945       | Cincinnati tournament Cincinnati       |           | Dur (ext.)   | Dorothy Bundy Sarah Palfrey      | Shirley Fry           | 6-2, 6-2      |          |
| 3  | 31-08-1946 | US National Championships Forest Hills | G. Chelem | Gazon (ext.) | Louise Brough Margaret Osborne   | Patricia Canning Todd | 6-1, 6-3      | Parcours |
| 4  | 19-05-1948 | Internationaux de France Paris         | G. Chelem | Terre (ext.) | Doris Hart Patricia Canning Todd | Shirley Fry           | 6-4, 6-2      | Parcours |
| 5  | 06-12-1954 | US Hardcourts La Jolla                 |           | Dur (ext.)   | Dorothy Bundy Darlene Hard       | Patricia Canning Todd | 5-7, 7-5, 6-0 | Parcours |

## Parcours en Grand Chelem (partiel)
Si l’expression « Grand Chelem » désigne classiquement les quatre tournois les plus importants de l’histoire du tennis, elle n'est utilisée pour la première fois qu'en 1933, et n'acquiert la plénitude de son sens que peu à peu à partir des années 1950.

### En simple dames
| Année | Championnat d'Australie | Championnat d'Australie | Internationaux de France | Internationaux de France | Wimbledon      | Wimbledon     | US National | US National |
| 1948  | -                       | -                       | 1/4 de finale            | Nelly Adamson            | 3e tour (1/16) | Louise Brough | -           | -           |

À droite du résultat, l’ultime adversaire.

### En double dames
| Année | Championnat d'Australie | Championnat d'Australie | Internationaux de France | Internationaux de France | Wimbledon                 | Wimbledon                | US National    | US National              |
| ----- | ----------------------- | ----------------------- | ------------------------ | ------------------------ | ------------------------- | ------------------------ | -------------- | ------------------------ |
| 1943  | -                       | -                       | -                        | -                        | -                         | -                        | Finale P. Todd | Louise Brough M. Osborne |
| 1946  | -                       | -                       | -                        | -                        | -                         | -                        | Finale P. Todd | Louise Brough M. Osborne |
| 1948  | -                       | -                       | Finale Shirley Fry       | Doris Hart P. Todd       | 3e tour (1/8) Shirley Fry | Gem Hoahing A. Cardinall | -              | -                        |

Sous le résultat, la partenaire ; à droite, l’ultime équipe adverse.